# Assunção (Elvas)
Assunção is een plaats (freguesia) in de Portugese gemeente Elvas en telt 10200 inwoners (2005).